# 科布登 (伊利諾伊州)
科布登（英語：Cobden）是位於美國伊利諾伊州猶尼昂縣的一個村落。

## 地理
科布登的座標為37°32′02″N 89°15′19″W / 37.53389°N 89.25528°W，而該地最高點為海拔高度181米（即594英尺）。

## 人口
根據2010年美國人口普查的數據，科布登的面積為11.83平方千米，當中陸地面積為11.83平方千米，而水域面積為0.00平方千米。當地共有人口1157人，而人口密度為每平方千米97人。